# Berberis sublevis
Berberis sublevis är en berberisväxtart som beskrevs av W. W. Smith. Berberis sublevis ingår i släktet berberisar, och familjen berberisväxter. Inga underarter finns listade i Catalogue of Life.